# John Abram Aldrich
John Abram Aldrich (* 3. März 1878 in Clifford, Wellington County, Ontario, Kanada; † 19. November 1972 in Battle Creek, Calhoun County, Michigan, Vereinigte Staaten) war ein kanadischstämmiger US-amerikanischer Physiker und Astronom.

## Leben

### Familie und Ausbildung
Der aus der in der Provinz Ontario gelegenen Unincorporated Community Clifford stammende John Abram Aldrich, Sohn des Aaron Aldrich (1833–1907) und der gebürtigen Irin Mary Jane Boulger Aldrich (1841–1917), übersiedelte im Kindesalter mit seiner Familie in die Vereinigten Staaten. Nach dem Pflichtschulabschluss, gefolgt von einem mehrjährigen beruflichen Einsatz, widmete er sich dem Studium der Mathematik, Physik und Astronomie am Albion College, 1914 schloss er als Bachelor of Arts ab. Aldrich setzte das Studium an der University of Michigan fort, 1915 erwarb er den akademischen Grad eines Master of Arts, 1923 wurde er zum Doctor of Philosophy promoviert.
John Abram Aldrich, Angehöriger der Congregational Church, vermählte sich am 24. Juni 1916 mit Clara Belle Cady. Der Verbindung entstammten die Kinder Lyman Cady, Clare Aaron sowie Jane Carrier. Aldrich verstarb im November 1972 im Alter von 94 Jahren.

### Beruflicher Werdegang
John Abram Aldrich war in den Jahren 1903 bis 1912 als Deputy Collector und Customs Inspector im Hafen von Sault Ste. Marie im US-Bundesstaat Michigan angestellt. 1916 trat Aldrich eine Lehrerstelle am Olivet College an. 1918 folgte John Abram Aldrich einem Ruf als Professor of Physics and Astronomy an das Washburn College nach Topeka im US-Bundesstaat Kansas. 1925 wechselte er in gleicher Funktion an die Oglethorpe University nach Brookhaven im US-Bundesstaat Georgia. John Abram Aldrich, der zusätzlich als Dean der School of Science fungierte, trat 1943 zurück. Im Anschluss wirkte er als Professor of Mathematics am Potomac State College in Keyser im US-Bundesstaat West Virginia. Seit 1948 lehrte er als Professor of Physics am Lebanon Valley College in Annville im US-Bundesstaat Pennsylvania, 1950 wurde er in den Ruhestand verabschiedet.
John Abram Aldrich, Fellow der American Association for the Advancement of Science, Mitglied der American Astronomical Society und der wissenschaftlichen Vereinigung Sigma Xi, spezialisierte sich auf die Erforschung der Cepheiden.

## Publikationen
- A study of S Sagittae. Ann Arbor, Mich., 1932
- Experimental Physics.